# Трнава
Трна́ва (словац. Trnava, нім. Tyrnau, угор. Nagyszombat) — місто, громада, адміністративний центр округу Трнава і Трнавського краю, західна Словаччина. Розташоване на річці Трнавка біля південних схилів Малих Карпат. Трнава — резиденція архієпископа і тому часто її називають словацьким Римом. Населення становить близько 65 тис. осіб.

## Назва
Місто назване на честь струмка Тернава. Таку назву струмок дістав через зарості тернових кущів (словац. tŕň – терен), що властиві тамтешнім річкам. Схожі назви є у багатьох міст інших країн: Трново (Словаччина), Тарнів (Польща), Тарнів (Німеччина), Тирново (Болгарія), Трнавач (Сербія), Турнавос (Греція) тощо.

## Історія
Перший раз невелике поселення Трнава згадується 1211 року в листі Естергомського архієпископа. 
Трнава першою на території Словаччини отримала права міста, які в 1238 році дарував угорський король Бела IV. В XIII столітті у Трнаві була побудована досить сучасна і велика фортеця. Про важливість Трнави говорить факт, що саме там угорські королі зустрічались з королями інших країн. Важливість Трнави ще більше зміцнилось в XVI столітті, коли Естергомське Архієпископство, рятуючись від турків, переїхало сюди. Так Братислава стала адміністративною столицею Угорщини, а Трнава — релігійною. 
В 1635 році кардинал Петер Пазмань заснував Трнавський Університет (перший в Угорщині), який в 1777 році за наказом імператриці Марії Терези переїхав до Будина і став Будапештським університетом. 
В 1992 році в місті створили новий Трнавський університет.
В 1787 словацький пробудник Антон Бернолак кодифікував перший варіант літературної словацької мови, основаній на трнавсько-подгорському діалекті, на якому розмовляли в Трнаві.
Після створення Чехословачинни в 1918 Трнава стала одним з промислових центрів Словаччини і залишається ним і тепер.

## Населення
| Рік:            | 1994.  | 2004.   | 2014.   | 2024.   |
| --------------- | ------ | ------- | ------- | ------- |
| Кількість осіб: | 70 017 | 69 140  | 65 713  | 63 180  |
| Різниця:        |        | -1,25 % | -4,95 % | -3,85 % |

| Рік:            | 2023.  | 2024.   |
| --------------- | ------ | ------- |
| Кількість осіб: | 62 955 | 63 180  |
| Різниця:        |        | +0,35 % |

## Поріднені міста
Трнава поріднена з 6 містами:
- Скрентон
- Балаково
- Вараждин
- Нове Місто
- Забже
- Харків

## Освіта
- Університет святих Кирила та Мефодія у Трнаві
- Трнавський університет

## Відомі особистості
В поселенні народились:
- Домініка Міргова (* 1991) — словацька співачка та акторка.

## Пам'ятки культури
- Фортеця
- Костел Непорочного Зачаття, XIII століття
- Собор св. Миколая
- Костел св. Якова
- Костел св. Іоанна Хрестителля
- Костел св. Єлени
- Костел св. Йосифа
- Костел св. Анни
- Костел св. Трійці
- Лютеранська кірха
- Синагога
- численні ренесансні і барокові будинки і палаци

### Галерея

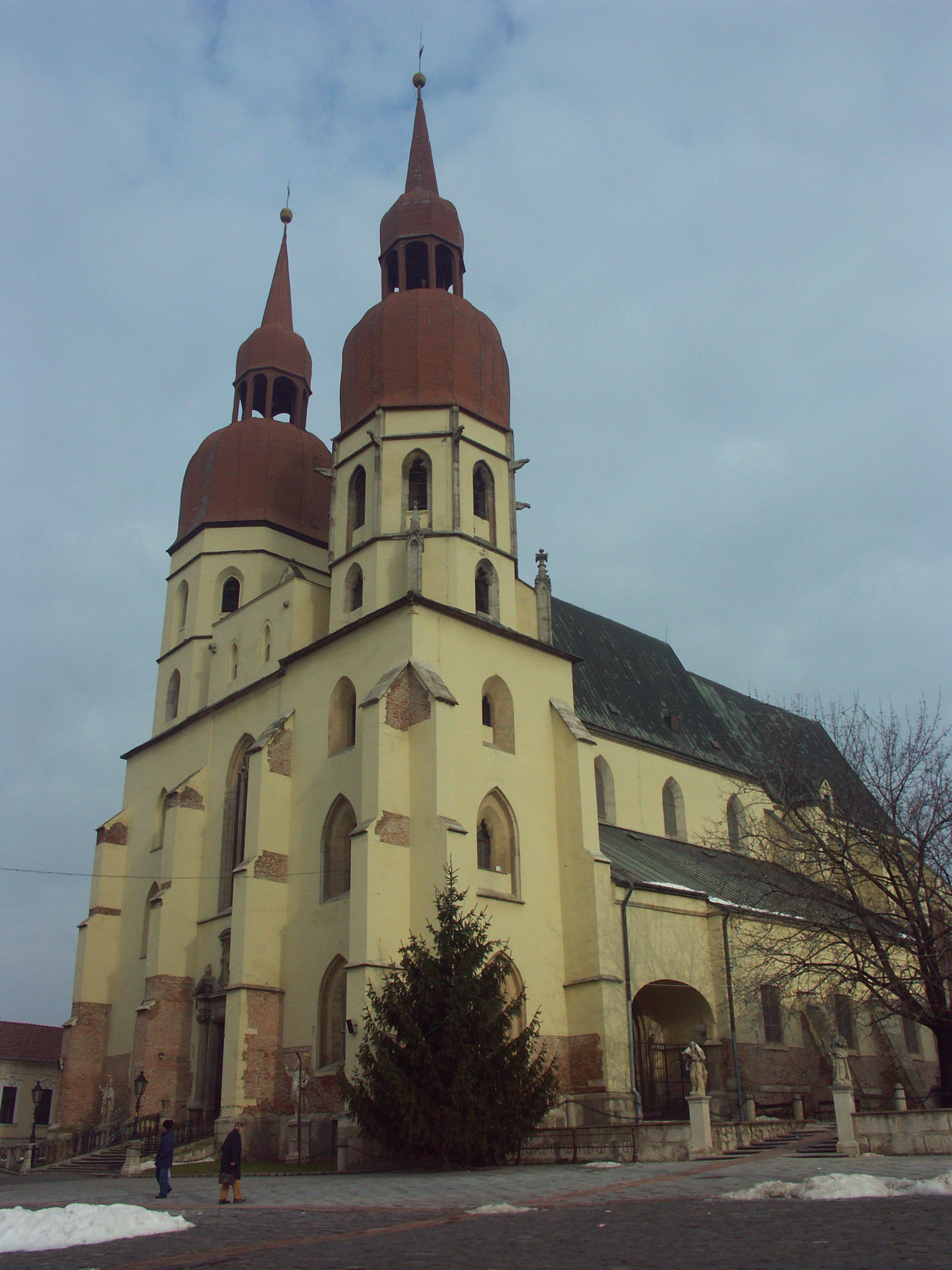
Собор св.Миколая
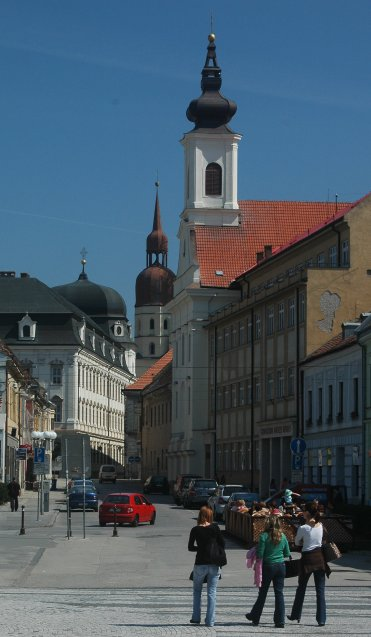
Костел св.Анни
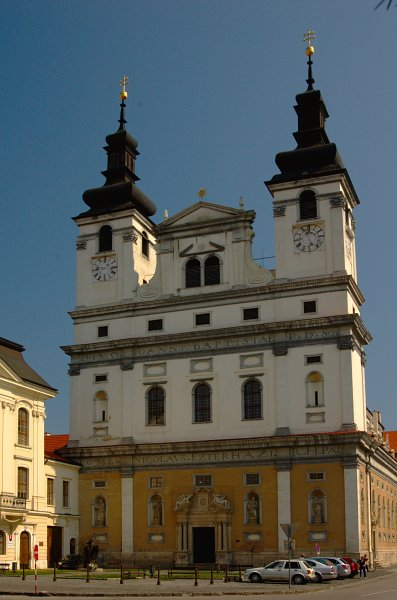
Костел св.Іоанна Хрестителя
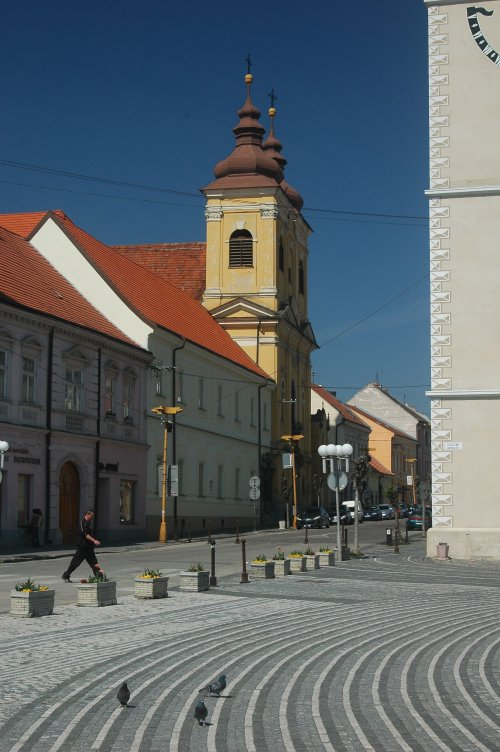
Костел св.Трійці
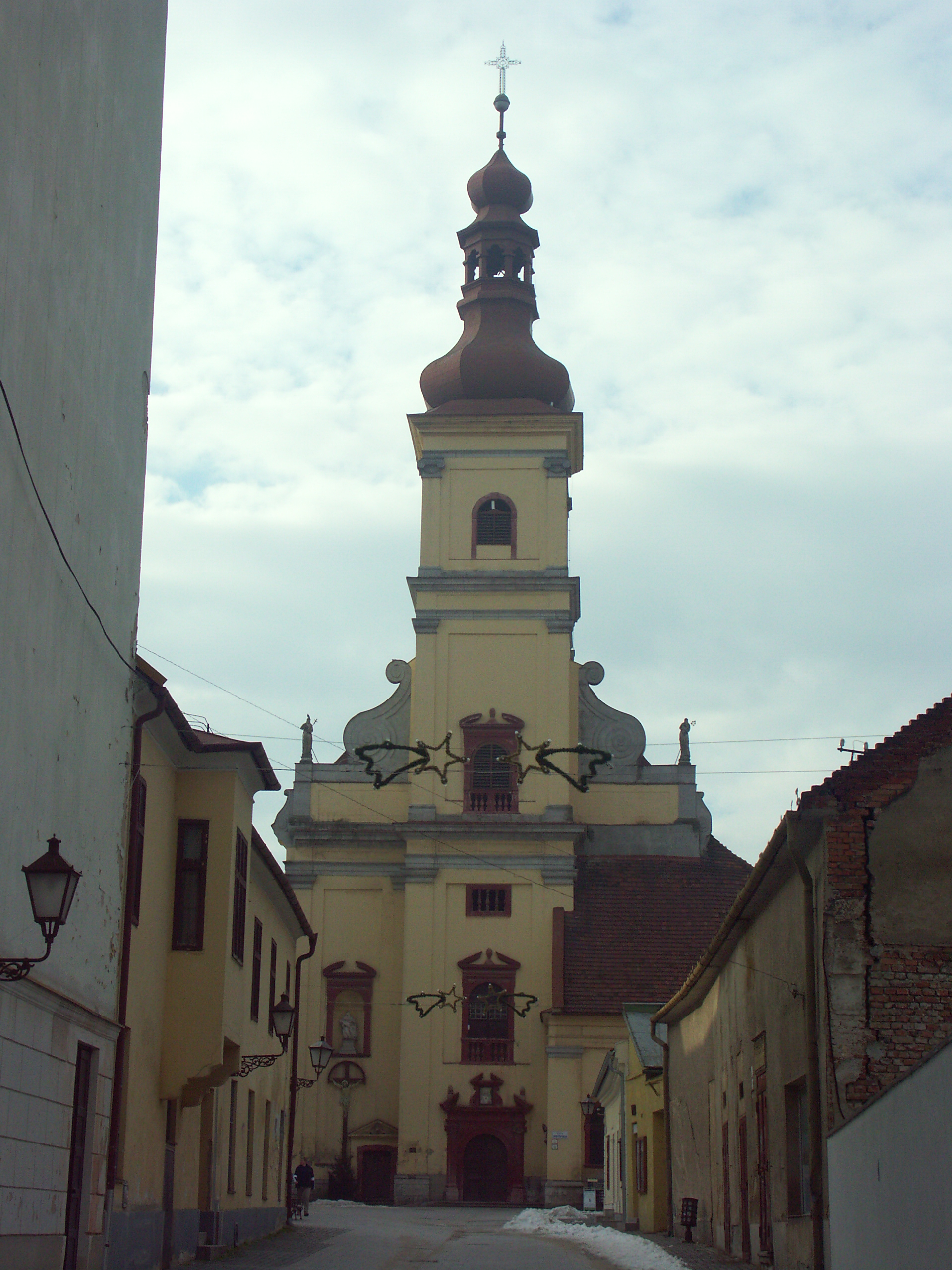
Костел св.Якова
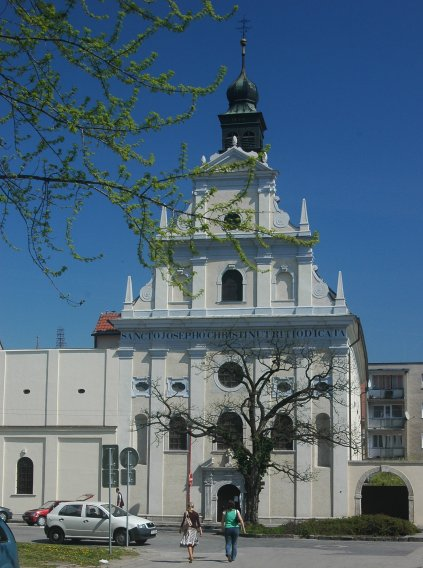
Костел св.Йосифа
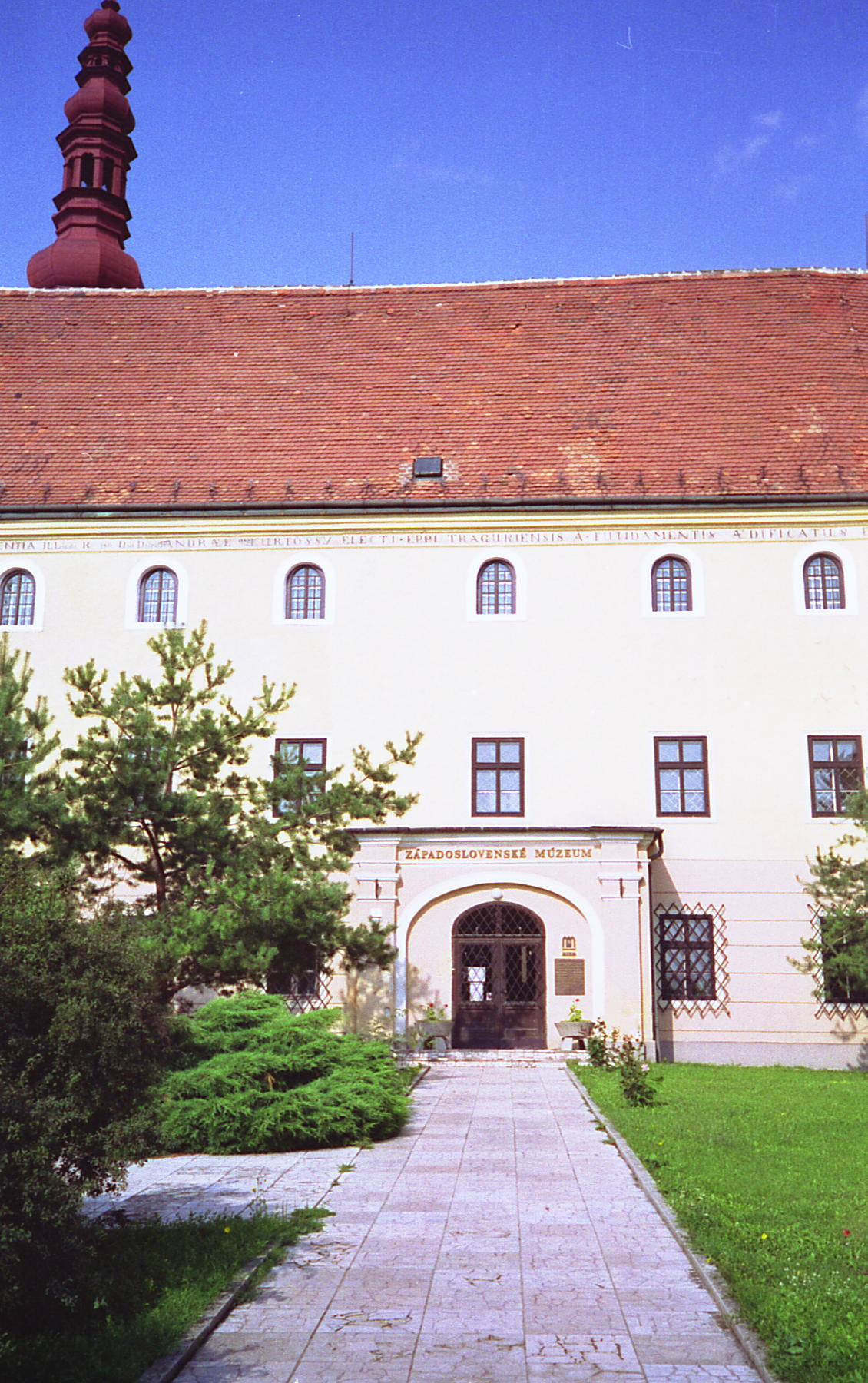
Костел св.Марії і монастир
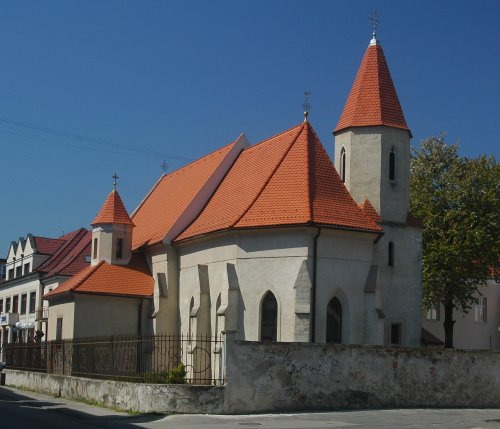
Костел св.Єлени
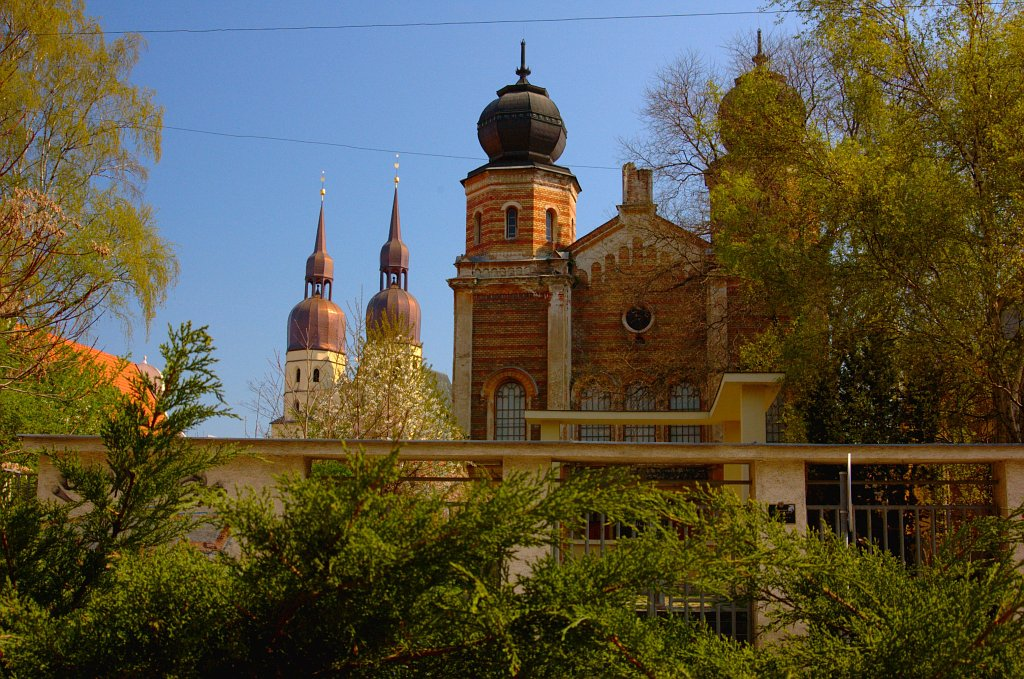
Синагога
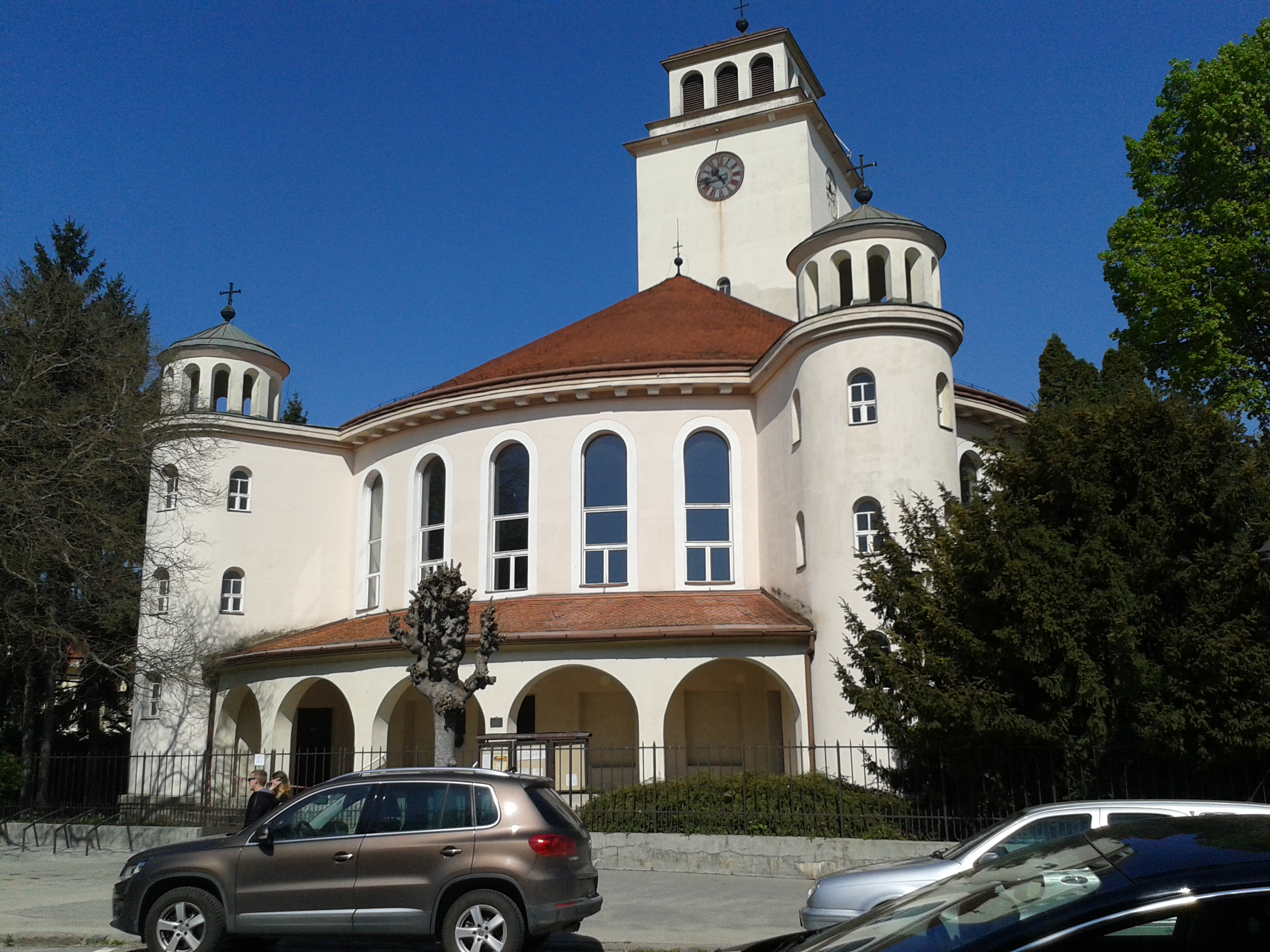
Кірха
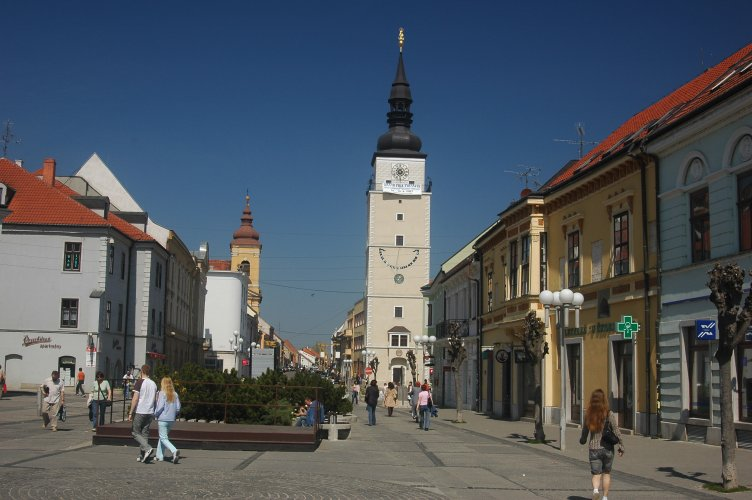
Площа св.Трійці
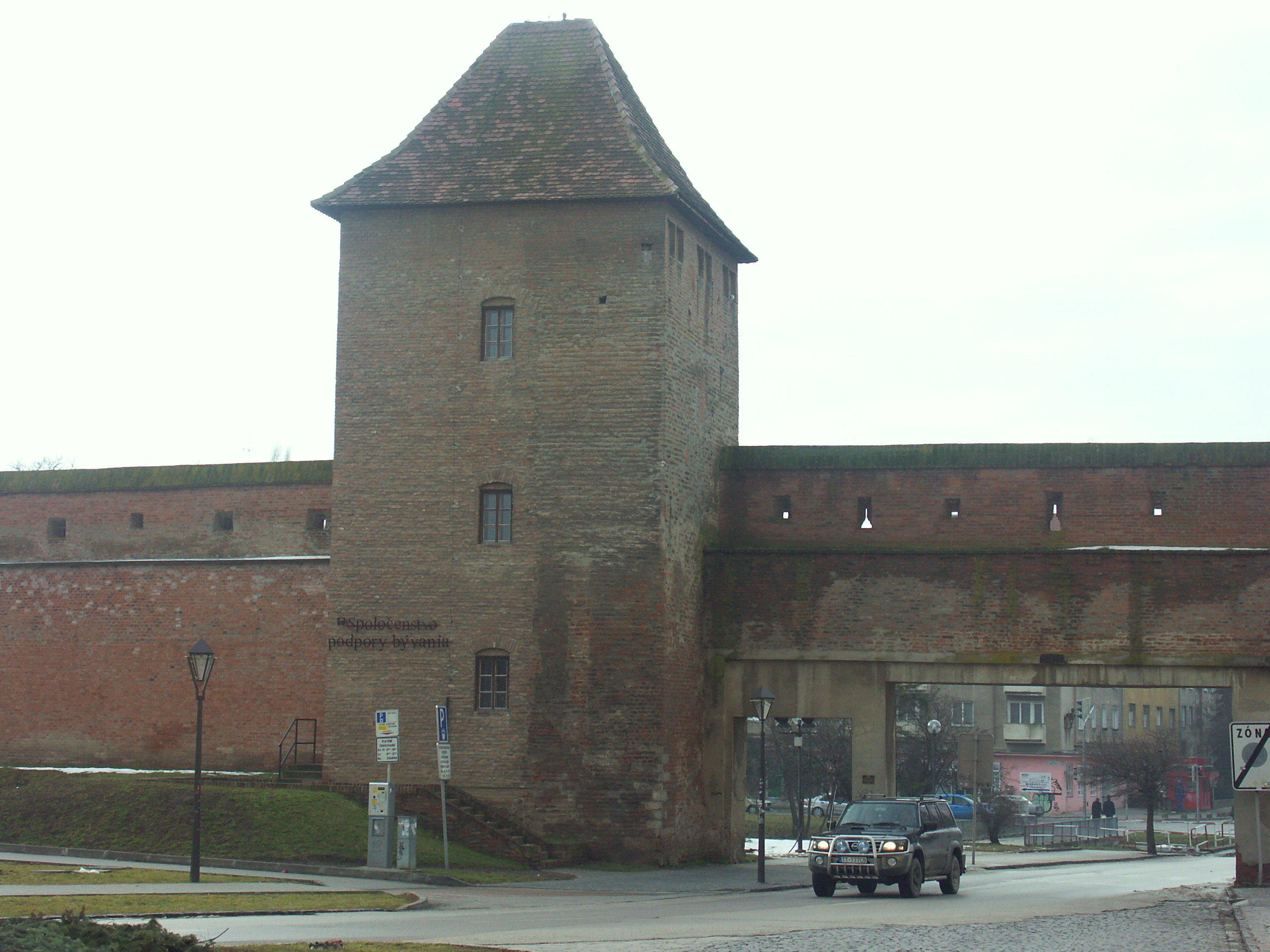
Міська фортеця